# Shorkān
Shorkān (persiska: شرکان) är en ort i Iran.   Den ligger i provinsen Kermanshah, i den nordvästra delen av landet, 500 km väster om huvudstaden Teheran. Shorkān ligger 1 166 meter över havet och antalet invånare är 353.
Terrängen runt Shorkān är bergig åt sydost, men åt nordväst är den kuperad. Runt Shorkān är det ganska glesbefolkat, med 34 invånare per kvadratkilometer. Närmaste större samhälle är Pāveh, 15,2 km sydost om Shorkān. Trakten runt Shorkān består i huvudsak av gräsmarker.